# 陶克陶胡
陶克陶胡（1864年5月13日—1922年4月），又译为“陶克陶”，孛儿只斤氏。哲里木盟郭尔罗斯前旗人，内札萨克蒙古下级贵族出身，清末蒙古族反清抗垦起义的主要领袖之一，有“刚毅英雄”之称。

## 生平

### 家世
陶克陶胡生于哲里木盟郭尔罗斯前旗的一个毫克台吉之家，家里是无随丁、家奴，财产也不多的四等贵族，俗称“穷台吉”。他的直系祖先是成吉思汗的二弟哈布图哈萨尔，父亲名为恩和毕力格，母亲叫做巴应嘎，全家以务农为生。
陶克陶胡少有名望。在他18岁时，塔虎城努图克以村民联防为目的成立兵会组织，群众公推陶克陶胡为兵会首领。在担任兵会首领后，陶克陶胡在乡里做了许多好事，民众都尊称他为“陶老爷”。

### 起义

#### 反抗缘由

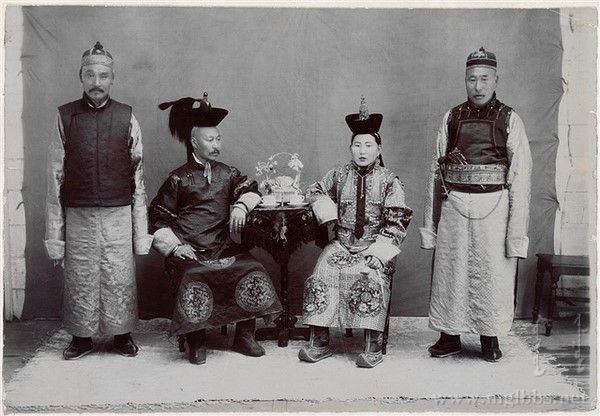
陶克陶胡（左二）與家人

从乾隆年间起，不断有关内破产的流民来到关外蒙古地区择地耕种。清廷虽然对于这种行为予以严令禁止，但是蒙古各级王公考虑到吸纳流民可以增收地租、旗饷，便无视清廷禁令，放垦旗地广招流民进行种植。至嘉庆年间，哲里木盟蒙汉居民混杂的现象日益严重。与此同时，包括郭尔罗斯前旗在内的几个旗因为偿还拖欠朝廷的债务还对下属百姓进行加派，这一系列缩小当地蒙古民众生存空间的政策招来了普遍的不满。
自1905年秋起，任职哲里木盟盟长的郭尔罗斯前旗札萨克辅国公齐默特色木丕勒决定再次大量放垦旗地。在放垦的过程中，激起了蒙古民众的强烈的反抗情绪。清朝垦务局的官吏甚至使用武力强垦的手段迫使民众妥协。陶克陶胡所居住的村落也是如此。于是家乡民众推举陶克陶胡为代表，向齐公情愿，停止放垦旗地。陶克陶胡允诺后，来到了公府，却遭到了旗内官员的强横拒绝，还未等见到齐公，就被府丁拿下打了五十棍后逐出府去。
回到家后，陶克陶胡召集至亲好友策划武装起义。1906年9月23日凌晨，陶克陶胡带领他的三个儿子德力格尔、乃玛、努特克图和亲族奈丹扎布、哈达、扎木苏、富桑等8人以及义友赛吉拉胡、那顺巴图、额尔德尼达赖等32人，正式宣誓起义，并随即袭击了二龙索口垦务局，缴获枪支20余条。又于当晚11时突袭茂林站，俘获并处死12名日本测绘人员及负责保卫工作的清兵，又收缴了大批枪支弹药与军装。之后，他们迅速地在人烟稀少的昂格来、达尔罕一带隐蔽起来观望清军动向，伺机再战。
除了陶克陶胡之外，蒙古地区同一时期还有同为郭尔罗斯前旗的白音吐斯、彰武县的白音大赉、扎赉特旗的绰克大赉、科尔沁右翼前旗的牙什、鄂爾多斯左翼前旗的丹丕尔等反清抗垦武装势力。他们或遥相呼应，或会师一股对清军的围剿进行抗击。

#### 游击反剿
1907年6月，刚刚就任东三省总督的徐世昌着手对陶克陶胡等活跃于奉天西北地区的蒙古武装进行围剿。起义领袖之一的白音吐斯被清军捕杀，余部投奔陶克陶胡。此时陶克陶胡主要在大赉厅、农安、长春一带活动。同年9月4日，陶克陶胡袭击盛京开通县，击毙1名、俘获6名日本测绘人员，还缴获了一批武器。他还在洮南府一带对日本测绘人员、清朝官员及商人进行袭击。
后来，陶克陶胡进驻醴泉镇一个叫“德隆”商号的酿酒作坊里。该作坊的铺商大院周围建有坚固的土墙，适合防守。这时，刚刚被清军冯德麟部击败的白音大赉率部来到醴泉镇与陶克陶胡会师，势力稍有恢复。不久，他们即遭到清军张作霖部的围攻。陶克陶胡和白音大赉凭借坚固的土墙工事、依仗地利之便抵抗清军进攻，双方僵持至夜晚。张作霖身先士卒，亲冒矢火率部猛攻，却仍不得克。最后，张作霖从士兵中选出敢死队若干人，扶梯攀垣，用排子枪来射击，陶、白二人才因抵挡不住突围而走。而清军在这次战斗中伤亡了700余人之多。
陶、白二人率部从醴泉镇突围后，张作霖仍继续追击。陶、白遂撤入索伦山，又分兵盘踞景星镇，互为犄角。1908年初，张作霖率部入山进剿，陶克陶胡指挥部队凭卡阻击。在清军大炮的轰击下，反垦武装终于还是无力抵抗。陶克陶胡凭借沿途蒙古族百姓的帮助，换马乘骑突围而走。而白音大赉、牙什等人却在此役中被张作霖生擒。这对于蒙古反垦武装势力来说是一个沉重的打击。

#### 败走沙俄
陶克陶胡从索伦山突围后，先后转战于科尔沁右前、后旗和扎赉特旗等地。由于陶克陶胡在这些地区拥有群众基础，使得他的抗清活动得以延续。1908年秋，陶克陶胡辗转回到索伦山，进而于哲里木盟北部出没，对清军进行骚扰。次年3月，徐世昌联合众蒙古王公大举进兵，并严禁当地百姓给陶克陶胡报信，这使得陶克陶胡无处立足，被张作霖率部接连追击800里。最后，陶克陶胡经外蒙古车臣汗部北上，逃入沙皇俄国境内才终于将追兵摆脱。

### 结局

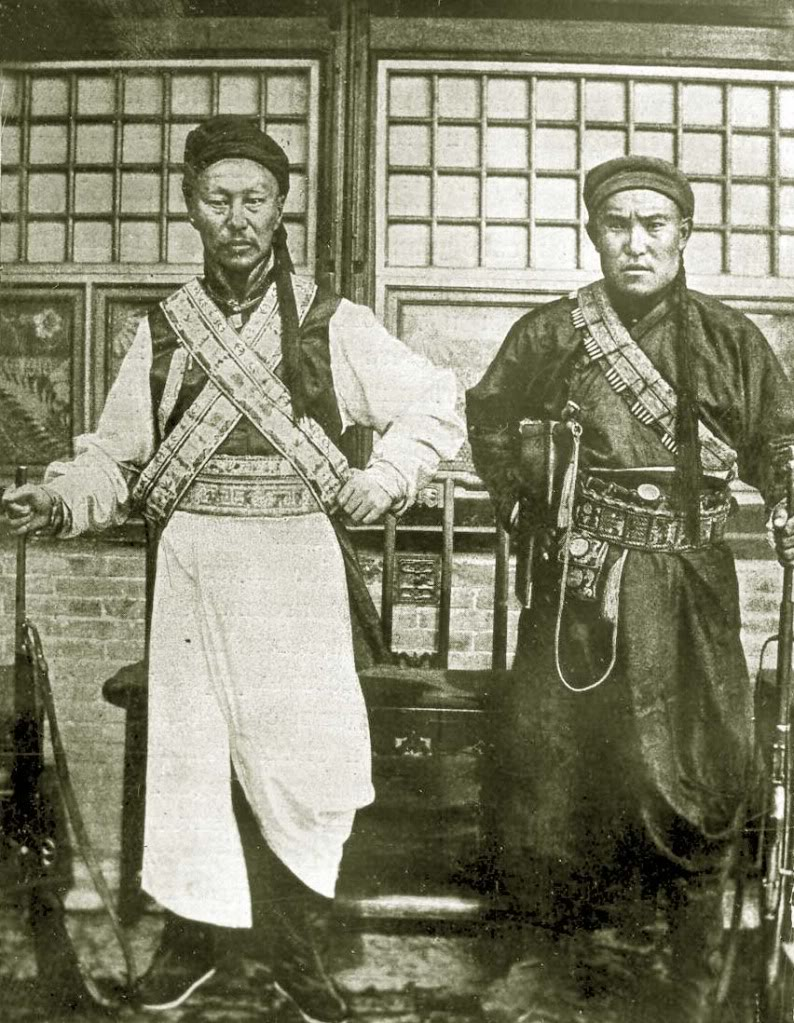
陶克陶胡（左）

1911年，哲布尊丹巴呼圖克圖宣布外蒙古脱离清朝，并称“博克达汗”，建立大蒙古国。陶克陶胡闻讯从沙俄辗转来到库伦，受封为“刚毅英雄”（Jorightu Baatur），并被任命为兵部副大臣。博克多汗政府在内蒙西部的军事行动取得胜利后，陶克陶胡被由台吉提升为公爵，以表彰其杰出的军事指挥才能。陶克陶胡还负责博克多汗的禁卫军，被蒙古人视为常胜将军。
1915年中俄蒙协定签订后，中国北京政府欢迎陶克陶胡返乡，并承诺仍将由他统治其所属旗地。但陶克陶胡依旧留在自治蒙古，并于1922年病逝于库伦。其后人现居蒙古国，曾造访中国寻亲祭祖。

## 评价
后世对陶克陶胡的评价非常的两极化。一种看法认为陶克陶胡是站在蒙古民众的利益上反抗强权压迫的“民族英雄”，捍卫了原住民族的土地所有权，在蒙古现代民族国家构建上发挥了积极作用；另一种看法则认为陶克陶胡“危害边疆稳定”，又“外结沙俄”，是企图分裂中国领土的“蒙古分裂主义分子”，故而陶克陶胡亦有“蒙匪”、“陶匪”、“马贼”之称。

## 影响
陶克陶胡起义在蒙古人中影响较大，民国年间另一位蒙古族反垦起义领导人嘎达梅林就是受陶克陶胡事迹的熏陶下揭竿而起的。此外蒙古人还根据陶克陶胡的事迹创作了蒙古英雄叙事诗《陶克陶胡》，影响力仅次于另一部英雄叙事诗《嘎达梅林》，至今仍为许多蒙古人所传唱。